# Sharovipteryx
A Sharovipteryx ('Sharov szárnya', korábbi nevén Podopteryx, ’láb-szárny’), az egyik legkorábbi repülő hüllő, amely a korai triász időszakban élt. Teste, melyhez hosszú farok tartozott, körülbelül 20,32 centiméter hosszú volt, míg a tömege 7,5 gramm lehetett. Ez az állat feltehetően a pteroszauruszok rokona vagy őse, a maradványai azonban viták tárgyát képezik. A pteroszauruszoktól eltérően a fő szárnyhártyái a rövid mellső lábai helyett a hosszú hátsók között feszültek.

## Anatómia és életmód

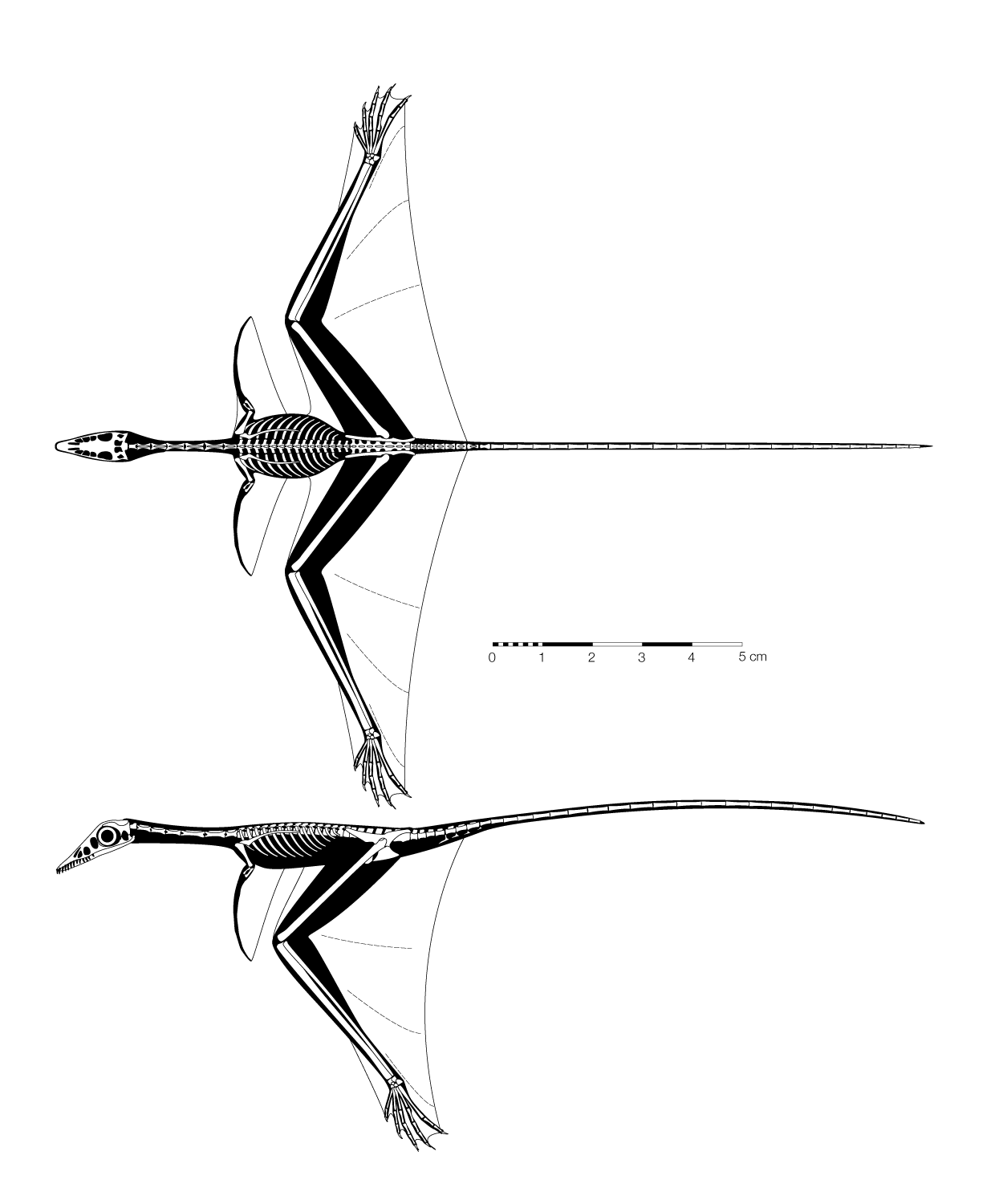
A Sharovipteryx mirabilis rekonstrukciója

Ha a Sharovipteryx a pteroszauruszok rokona volt, akkor a szárnyhártyáinak a mellső lábaihoz kellett volna kapcsolódnia, vagy azok között kellett volna lennie. Elülső szárnyai azonban nem voltak, David Peters vizsgálata alapján az ujjak a Cosesaurus és a Longisquama ujjaihoz hasonlítottak és kevésbé voltak kiterjedtek, mint a pteroszauruszok ujjai. Vannak, akik azt feltételezik, hogy ugró állatok voltak, melyek a levegőbe felszökkenve a szárnyaikkal irányították a zuhanásukat. Ez egybevág azzal az elmélettel, ami alapján a pteroszauruszok futó és ugró hüllőkből fejlődtek  ki. Egyes tudósok szerint ugyanis a Sharovipteryxnek nem voltak a falakó életmódhoz szükséges adaptációi, míg mások úgy vélik, hogy az éles hátsó karmai segítségével (még ha azok nem is látszanak alkalmasnak a mászásra) képes volt felfutni a fák törzsére, és azokról elugorva került a levegőbe. A mellső lábak túl rövidnek tűnnek a futáshoz vagy a mászáshoz. Ez a testfelépítés talán ahhoz volt szükséges, hogy mentesítse a mellső lábakat a járás feladatától, lehetővé téve, hogy az állat másra használja e két végtagját.
A Sharovipteryx két lábon járt, a mai két lábon való futásra is képes gyíkokhoz hasonlóan, azzal a különbséggel, hogy a csípője fejlettebb volt, emellett pedig több keresztcsonti csigolyával, hosszabb hátsó lábakkal, rövidebb felsőtesttel és vékonyabb farokkal rendelkezett. A farokizmok gyengülése és a csípő izmainak megerősödése arra utal, hogy a Sharovipteryx anyagcseréje a pteroszauruszoké felé fejlődött, elképzelhető, hogy meleg vérű (homeoterm) volt. Mivel a felsőtestét nem kellett mozgás közben oldalra hajlítania, a Carrier-féle megszorítás nem akadályozta a légzését a futás során.

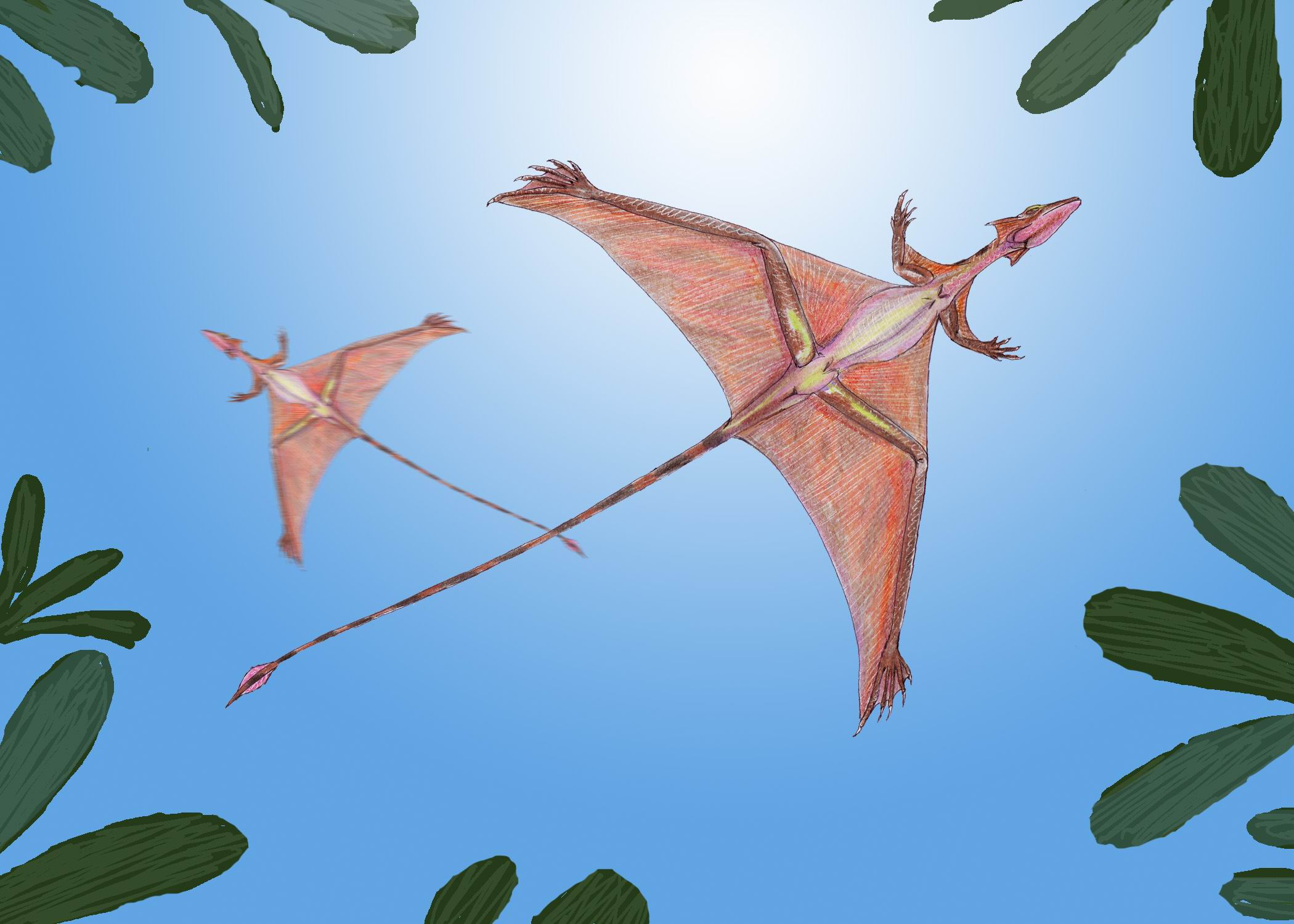
A deltaszárnyak segítségével vitorlázó Sharovipteryx

2006-ban G. J. Dyke és szerzőtársai egy tanulmányt jelentettek meg a Sharovipteryx lehetséges siklórepülési technikáival kapcsolatban. A kutatók úgy találták, hogy a szárnyhártyája, ami a meglehetősen hosszú hátsó lábak és farok között feszül, lehetővé tehette, hogy egy deltaszárnyú repülőgéphez hasonlóan vitorlázzon. Ha a vékony mellső lábakhoz szintén hártyák tartoztak, azok segítségével az állat egy kacsaszárnyhoz hasonlóan nagyon hatékonyan állíthatta az emelkedési szöget. A szerzők feltételezése szerint az elülső szárny nélkül az irányított vitorlázás igen nehéz lehetett (sajnos az egyetlen ismert fosszíliánál a mellső végtagok körüli területeket eltávolították, így nem fedezhetők fel az esetleges hártyák nyomai). A nyak körüli ráncos bőr egy újabb hártyát alkotott, aminek a maradványa hatszor szélesebb a vékony nyakcsigolyáknál. A toroktól kiindulva vékony és hosszú rugalmas porcok feszültek a nyaknak. Ha ezek a porcok oldalirányban nyíltak szét, ahogyan a ma élő gyíkoknál, akkor a ráncos nyakbőr is kinyúlt kétoldalra egy-egy kisebb szárnyat alkotva, azokhoz hasonlóan, amik a modern sugárhajtású gépeknél is láthatók. A mellső lábakon levő kacsaszárnyak a nyaki hártyákkal együtt feltehetően kitűnő irányítófelületként szolgáltak a vitorlázás során.
A. G. Sharov 1971-ben mindkét kéz ujjhegyeit a IV., meghosszabbodott ujj alapján ábrázolta. Egy másik, 2006-ban elvégzett vizsgálat során Peters rátalált valamennyi ujjra, és kijelentette, hogy ha a kacsaszárnyak léteztek, nem olyanok voltak, mint amilyennek Dyke és társai leírták azokat, ők ugyanis nem tanulmányozták az ujjakat.

## Fordítás
- Ez a szócikk részben vagy egészben  a   Sharovipteryx című angol Wikipédia-szócikk ezen változatának fordításán alapul.  Az eredeti cikk szerkesztőit annak laptörténete sorolja fel. Ez a jelzés csupán a megfogalmazás eredetét és a szerzői jogokat jelzi, nem szolgál a cikkben szereplő információk forrásmegjelöléseként.